# Marfull
El marfull (Viburnum tinus) és un arbust mediterrani típic de l'alzinar litoral (la forma més típica del qual es coneix, precisament, com a alzinar amb marfull). També rep el nom de llorer bord, lloreret, mollfull o oriola.

## Característiques
És un arbust perennifoli, que pot arribar a superar els tres metres d'alçada.
Les fulles són amples, ovades, enteres, perennes, coriàcies, persistents, amb un pecíol curt, d'un verd fosc intens, glabres a l'anvers i pubescents al revers (o sigui, sense pèls per la cara de sobre i vellutades per la de sota), i piloses al marge, que es disposen oposades. Les fulles fan entre 4 i 10 cm.
Té flors petites, blanques o lleugerament rosades, que es disposen formant corimbes i d'uns 6 mm, amb la corol·la en forma de campana oberta en 5 lòbuls, amb 5 estams inserits a la corol·la i agrupades en corimbes densos als extrems de les branques. La floració se'n produeix a les darreries de l'hivern o a l'inici de la primavera, si bé pot començar força abans i acabar força més tard.
Els fruits són drupes d'uns 5-6 mm que maduren al començament de l'hivern i tenen un color blavós metàl·lic.

## Distribució

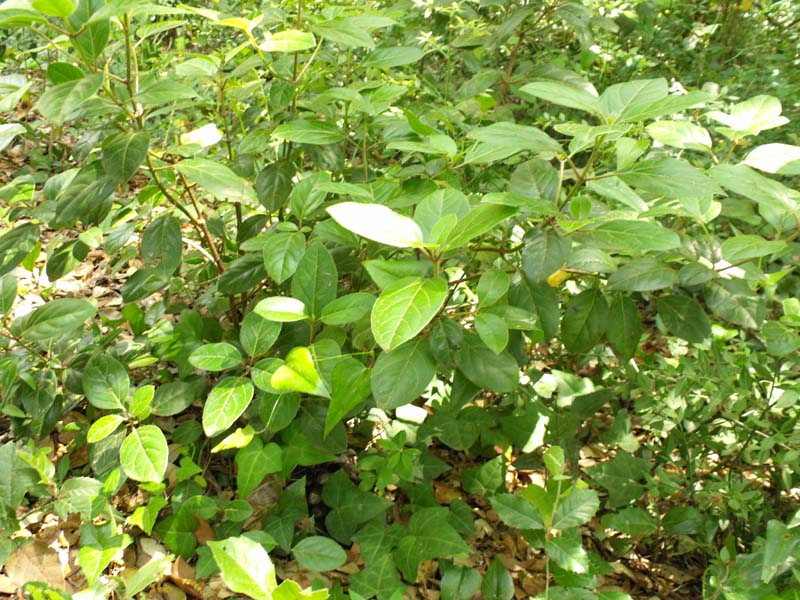
Fulles de marfull

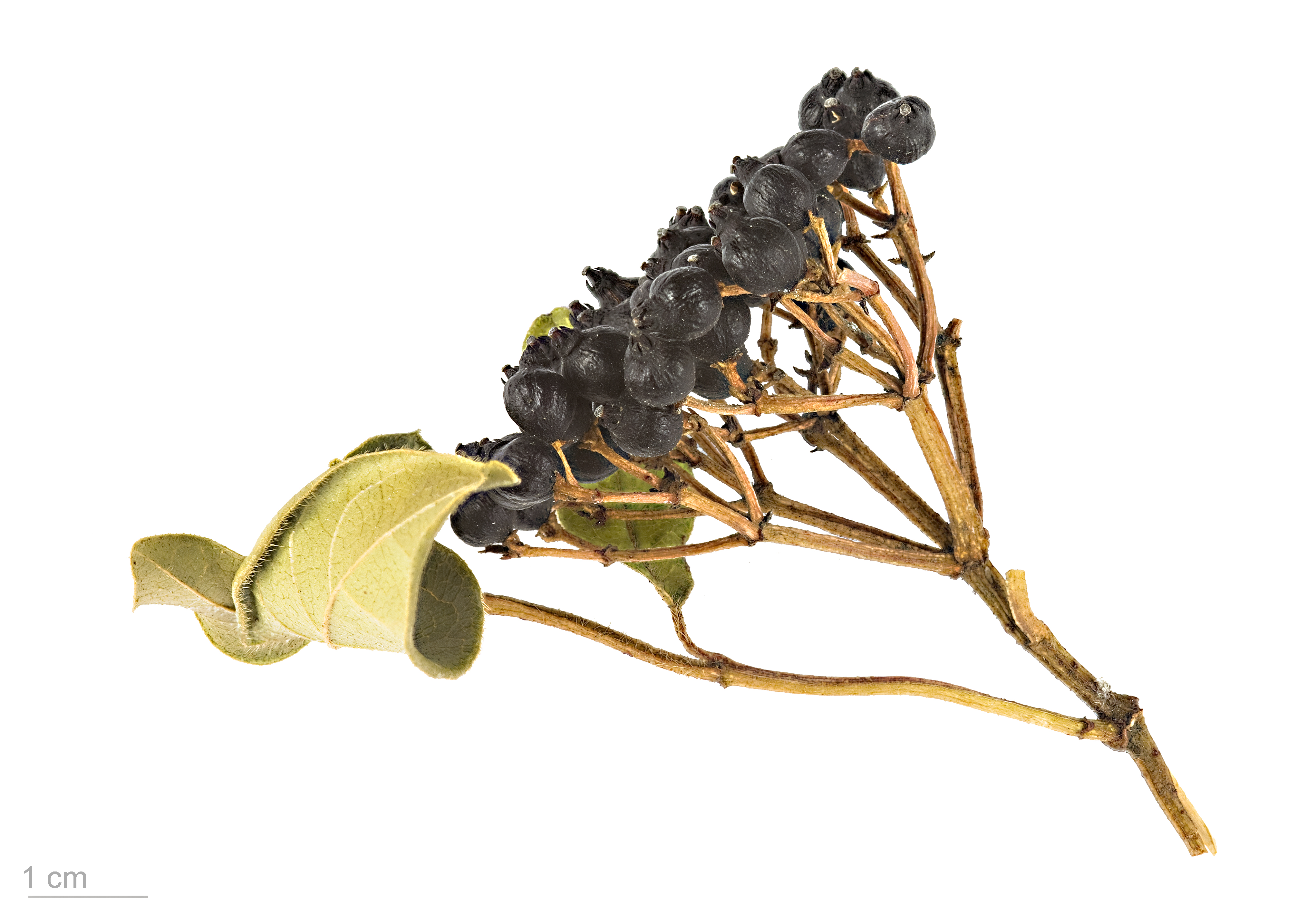
Viburnum tinus

A Catalunya, és molt comú a les contrades marítimes plujoses del Principat, on es fa l'alzinar amb marfull i les màquies, que en són la degradació, de les quals també forma part. També és present, però rar, al País Valencià i Mallorca, així com a la resta de Catalunya, excepte en dues zones de clima més extrem on no es troba: el Pirineu i la zona de clima més continental de la depressió central (les planes d'Urgell i de Lleida i el nord de la Ribera d'Ebre). És un arbust típicament mediterrani, que creix tant als països de l'Europa meridional com al nord d'Àfrica i el Pròxim Orient. Des de la conca mediterrània s'ha estès com a planta cultivada a altres parts del planeta amb un clima semblant.
Creix habitualment entre els 0 i els 1.200 metres d'altitud.
Com que és molt utilitzat com a planta ornamental i per fer tanques, pot trobar-se en boscos diferents del seu hàbitat natural.

## Utilitats

### Fitoteràpia
Els principis actius del marfull són la viburnina i els tanins. Els tanins poden provocar molèsties estomacals. Les fulles en infusió tenen propietats febrífugues. Els fruits s'han emprat com a purgants contra el restrenyiment. La tintura de marfull es fa servir darrerament en fitoteràpia com un remei contra la depressió.

### Apicultura
Les abelles aprecien força les flors del marfull, per la qual cosa se'l considera un arbust mel·lífer.

### Jardineria
El marfull també té utilitat en jardineria, ja que s'adapta perfectament als llocs més ombrívols i no requereix un sòl gaire mineralitzat. El marfull tampoc no té necessitat de regs abundosos. Després de la floració, cal retallar-li les branques més gruixudes a fi de permetre l'entrada d'aire i llum cap a la part central de l'arbust. Les branques més primes o debilitades convé esporgar-les.